# 14876 Dampier
14876 Dampier este un asteroid din centura principală de asteroizi.

## Descriere
14876 Dampier este un asteroid din centura principală de asteroizi. A fost descoperit pe 18 noiembrie 1990 la Observatorul La Silla de Eric Walter Elst. Asteroidul prezintă o orbită caracterizată de o semiaxă mare de 2,48 ua, o excentricitate de 0,08 și o înclinație de 7,3° în raport cu ecliptica.